# پرچیله
پرچیله (به ایتالیایی: Percile) یک کومونه در ایتالیا است که در استان رم واقع شده‌است. پرچیله ۱۷٫۶۲ کیلومتر مربع مساحت و ۲۲۵ نفر جمعیت دارد و ۵۷۵ متر بالاتر از سطح دریا واقع شده‌است.